# Памятник Алфредсу Калниньшу
Памятник Алфредсу Калныньшу (латыш. Alfrēda Kalniņa piemineklis) был установлен в центре Риги 23 августа 1979 года, к 100-летию Алфредса Калныньша (1879—1951) — латышского композитора, органиста, педагога, музыкального критика и дирижёра, одного из основателей Латвийской национальной оперы.
Создан по эскизам 1966 года народного художника СССР, академика Теодора Залькална. Выполнен из серого гранита его учеником, скульптором Карлисом Бауманисом в 1979 году. Архитектурное решение — Илгвар Батрагс и Георг Бауманис.
Первоначально располагался у здания Латвийской национальной оперы. После реконструкции театрального комплекса памятник в 1998 году был перенесён на новое место, по другую сторону городского канала, и сейчас находится в парковой зоне у здания Латвийской музыкальной академии.
Высота памятника — 3,2 м. На постаменте памятника выполнена надпись на латышском языке: «Alfrēds Kalniņš. Кomponists. 1879—1951» («Алфредс Калныньш. Композитор. 1879—1951»).
С 1998 года имеет официальный статус охраняемого исторического памятника государственного значения.